# 张国梁 (1948年)
张国梁（1948年8月—），男，汉族，上海人，中华人民共和国政治人物，曾任中共伊犁哈萨克自治州党委书记，新疆生产建设兵团农四师党委第一书记、第一政委，新疆维吾尔自治区人大常委会副主任。